# Oleksandrivka, Ustînivka
Oleksandrivka (în ucraineană Олександрівка) este localitatea de reședință a comunei Oleksandrivka din raionul Ustînivka, regiunea Kirovohrad, Ucraina.

## Demografie
Componența lingvistică a localității Oleksandrivka
     Ucraineană (97,52%)
     Rusă (1,8%)
     Alte limbi (0,46%)
Conform recensământului din 2001, majoritatea populației localității Oleksandrivka era vorbitoare de ucraineană (97,52%), existând în minoritate și vorbitori de rusă (1,8%).